# Barcelona (singel Pectus)
Barcelona – singel zespołu Pectus, wydany 23 listopada 2012, pochodzący z albumu Siła braci. Utwór został napisany i skomponowany przez wokalistę formacji – Tomasza Szczepanika.
Piosenka była notowana na 4. miejscu listy AirPlay, najczęściej granych nowych utworów w polskich rozgłośniach radiowych.
8 czerwca 2013 kompozycja została zaprezentowana na festiwalu TOPtrendy 2013 w koncercie Największe Przeboje Roku wśród utworów, które były najczęściej granymi w polskich stacjach radiowych w poprzedzającym roku.

## Lista utworów
- Digital download[1]

1. „Barcelona” – 3:18

## Notowania

### Pozycje na listach airplay
| Kraj   | Lista (2012/2015/2016/2017) | Najwyższa pozycja |
| ------ | --------------------------- | ----------------- |
| Polska | AirPlay – Top               | 46                |
| Polska | AirPlay – Nowości           | 4                 |
| Polska | AirPlay – Największe skoki  | 1                 |

### Pozycja na radiowej liście przebojów
| Kraj   | Lista (2012)      | Najwyższa pozycja |
| ------ | ----------------- | ----------------- |
| Polska | RMF FM (POPLista) | 1                 |

## Nagrody i nominacje
| Rok  | Konkurs                     | Kategoria                                             | Rezultat    |
| ---- | --------------------------- | ----------------------------------------------------- | ----------- |
| 2012 | Przebój roku Radia ZET 2012 | Przebój roku                                          | 9. miejsce  |
| 2012 | Przebój roku RMF FM 2012    | Przebój roku                                          | 39. miejsce |
| 2012 | Top 50 Poplisty RMF FM      | 50 najczęściej notowanych utworów na Popliście w 2012 | 39. miejsce |
| 2013 | TOPtrendy 2013              | Największe przeboje roku                              | Nominacja   |